# Othon de Saint-Omer
Othon de Saint-Omer est seigneur de la moitié des terres de Thèbes en Grèce franque de 1294 à environ 1299.
Il est fils cadet de Bela de Saint-Omer et de Bonne de la Roche, sœur du seigneur d'Athènes et de Thèbes, Guy Ier de La Roche. Lors de leur mariage, en 1240, Guy cède à Bela le contrôle de la moitié des terres de Thèbes,. Othon participe, avec ses frères, Nicolas II et Jean, à la guerre de succession eubéenne dans les rangs de la coalition formée par la plupart des princes de la Grèce franque, qui s'opposent à la politique expansionniste menée par le prince d'Achaïe, Guillaume II de Villehardouin,.
Othon épouse Margarita da Verona. Après la mort de Nicolas II en 1294, il lui succède comme seigneur de la moitié des terres de Thèbes jusqu'à sa propre mort, quelque temps avant 1299.